# Asturské království
Asturské království (latinsky Asturum Regnum, astursky Reinu d'Asturies) byl středověký stát v severozápadní části Pyrenejského poloostrova, při pobřeží Biskajského zálivu; dnes historické území a autonomní oblast Asturie (španělsky Asturias) o rozloze 10 565 km² (centrum Oviedo).

## Historie

### Starověk
Ve starověku bylo území osídleno Astury (odtud jméno), kteří dlouho kladli odpor římské expanzi. Teprve v letech 25 – 19 př. n. l. byla Asturie začleněna do Hispánie (Tarraconensis). V 5. století se stala součástí Svébské, posléze v 6. století Vizigótské říše.

### Asturie ve Vizigótské říši
Na začátku 8. století probíhala ve Vizigótské říši občanská válka, v níž proti sobě stály dva velké soupeřící rody: Chindasvintův a Wambův. Wambovi potomci, bojující na straně krále Aquily (711–714), požádali o pomoc muslimy, kteří se právě dostali do Ceuty, aby svrhli z trůnu krále Rodriga (Rodericha, 710–711).
V noci na 28. dubna 711 se v místě, kde o několik staletí později vznikl Gibraltar, vylodil muslim Tárik s asi 7 000 muži, aby pomohl stoupencům Witizy proti vizigótskému králi Rodrigovi. Ráno vyrazili pochodem přes písečný pás, oddělující skalnatý vrchol od pevniny, a obsadil území v širokém kruhu kolem městečka, dnes zvaného Algeciras. Vojska se střetla v bitvě u Guadalete (19. červenec 711), v níž Rodrigo padl; vizigótská armáda se rozpadla. Po této bitvě organizovaný odpor prakticky ustal a Tárik poté dobyl město Écija a přes Jaén táhl k Toledu, kam vítězně vstoupil 11. listopadu. Následujícího roku (v srpnu 712) se v Algecirasu vylodil Músá ibn Nusajr (asi 5 000 mužů), dobyl Sevillu a Méridu (712) a společně s Tárikem pak obsadil města Zaragozu (714) a Lugo. Al-Hurr se zmocnil dnešního Katalánska (716–719); as-Samh dobyl Narbonne (720) a Anbasa dokončil obsazení vizigótské Septimánie dobytím Carcassonne a Nîmes (720).
Po arabském vpádu na Pyrenejský poloostrov roku 711 ustupovala část křesťanského obyvatelstva do údolí Pyrenejí. Uprchlíci se spojili s kmeny v Asturských horách a navarrsko-aragonských Pyrenejích s jediným významným městem Pamplonou, jež byla do té doby vojenskou enklávou vizigótské moci v nepřátelské baskické zemi.

### Vznik království (718/722)

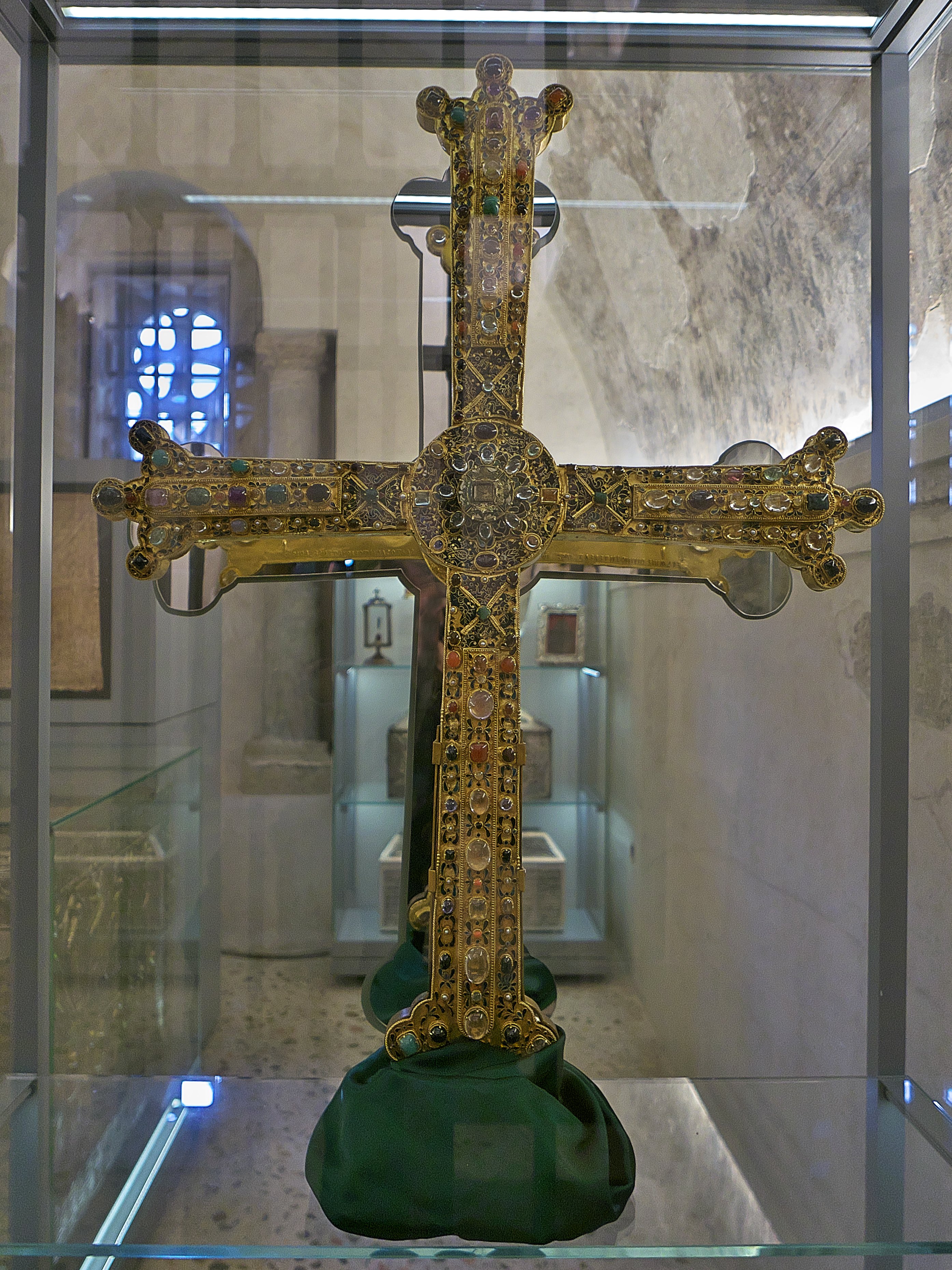
Kříž vítězství (Cruz de la Victoria) podle legendy nesený Pelagiem do bitvy u Covadongy

V roce 718 se vůdce skupiny uprchlíků, vizigótský šlechtic Pelayo, lat. Pelagius (718–737), postavil do čela Astuřanů, kteří si jej zvolili za svého krále. Pod jeho vedením přibyly útoky na muslimské posádky. V roce 722 (nebo možná v roce 724, nebo brzy po roce 718) Emír přikázal Munuzovi, aby se svým vojskem z gijónské posádky zničil asturské rebely a zajistil tak maurskou kontrolu nad tímto regionem. Toto vojsko bylo poraženo v bitvě u Covadongy, která však pravděpodobně byla jen malým incidentem mezi dvěma nevelkými skupinami (počet všech bojovníků nepřesáhl dvě stě). Ale v každém případě to bylo významné první střetnutí, v němž křesťané porazili muslimy, kteří nad nimi už deset let vítězili.
Druhým králem Asturie byl jediný Pelayův syn Favila (737–739). O Favilovi toho příliš nevíme, sídlo měl v Cangas de Onís, prvním hlavním „městě“ Asturie.

### Království během reconquisty

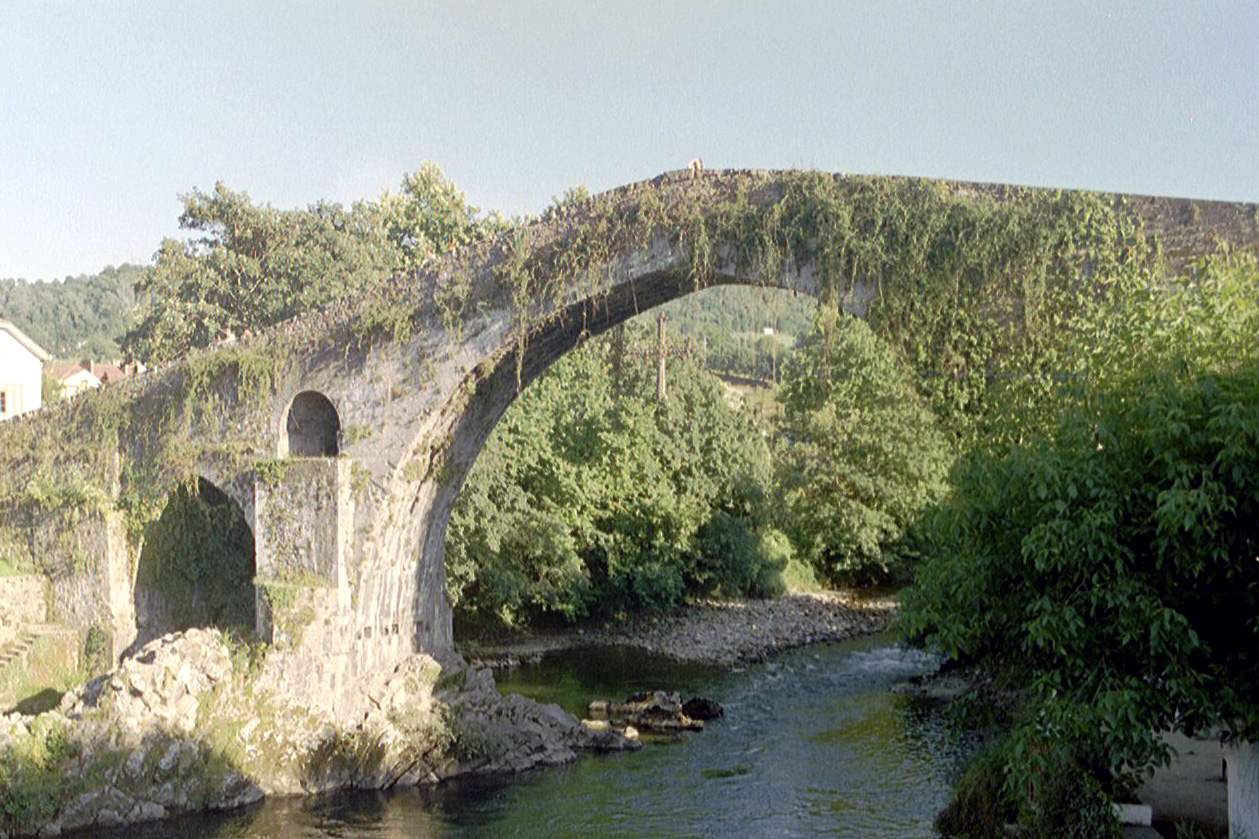
Římský most přes řeku Sella, podle kterého byla lokalizováno Cangas de Onís – první hlavní město Asturského království

Asturie nabyla skutečného významu za Alfonse I. (739–757), Pelayova zetě. Vzhledem k tomu, že asturské hory byly řídce obydlené, procestoval Alfons I. celé povodí řeky Duera a z části i Miňa a Ebra, vyhledal křesťanské osadníky a přestěhoval je do Asturie, která pak zahájila opevňování území, na němž řeku Ebro svírají výběžky Kantaberského a Iberského pohoří a kudy by córdobští muslimové mohli zaútočit na asturské království. V oblasti Celloriga, Hara, Pancorba a Llantarónu vyrostly hrady (latinsky castella) a kolem roku 800 se starému území Bardulie začalo říkat Castella, později Castilla (Kastilie).
Asturie zprvu neměla jediné město (Oviedo bylo založena až později), ale po vzniku „duerské pustiny“ a po vybudování hradů v Conchas de Haro, jediném přechodu, který muslimové mohli použít proti Asturii, se brzy konsolidovalo.
Ve stopách Alfonse I. pokračoval jeho nejstarší syn Fruela I. (757–768), který potlačil povstání Basků. Během své vlády založil Oviedo, které se poté stalo hlavním městem Asturie. Byl zavražděn v Cangas de Onis. Nástupcem se stal jeho bratranec Aurelius (768–774). Po jeho nevýrazné vládě nastoupil na trůn velmož Silo (774–783), zeť Alfonse I. Přenesl hlavní město z Cangas de Onis do strategicky výhodné Pravie. Po jeho smrti se trůnu zmocnil nemanželský syn Alfonse I. Mauregatus (783–788). O jeho vládě nejsou podrobné informace. Po Mauregatově smrti byl zvolen na shromáždění šlechticů Bermudo I. (788–791), syn Fruely. Za jeho vlády trpělo království nájezdy muslimů z Álavy a Galicie. Po prohrané bitvě u Burbie byl Bermudo pravděpodobně přinucen abdikovat.

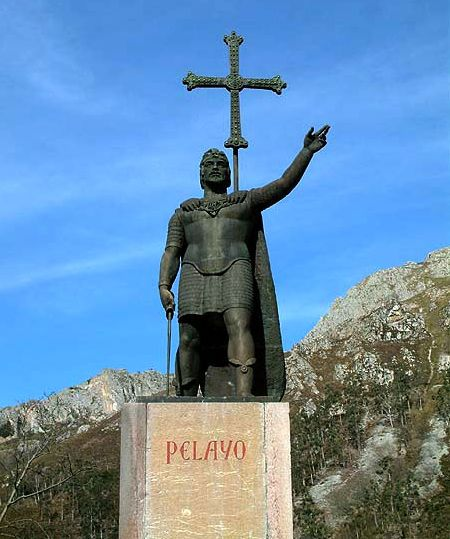
Pelagiův pomník v Covadonze

Alfons II. Asturský (791–842) získal vládu za podpory šlechtické skupiny odmítající příznivé vztahy s córdobským emirátem. Odvetou byly každoroční útoky muslimských vojsk na Asturii v letech 792–805. Alfons II. v roce 798 dobyl Lisabon a zvítězil v bitvách u Narónu a Ancea (825). Díky těmto vítězstvím začalo znovuosidlování horního povodí Ebra a povodí řek Tambre a Ully v Galicii. Opevnil komunikace vedoucí z Córdoby do Asturie po staré římské silnici ze Zaragozy do Astorgy a pobřežní cestu. V povodí Ebra byly nově osídleny Taranco a Burceňa (800). Přenesl své hlavní sídlo z Pravia do Ovieda, kde založil biskupství. Podporoval vizigótské politické a kulturní tradice (například odlišnou liturgii), které upevňovaly autoritu Asturie jako nástupce království Vizigótů na počátku reconquisty. Nástupcem Alfonse II. se stal Ramiro I. (842–850), syn Bermuda I. Aby se stal králem, musel nejprve porazit uzurpátora Nepociana v bitvě u mostu v Cornellaně. Během jeho neklidné vlády odrážel jak muslimské útoky, tak útoky vikingů, kteří v té době pustošili Pyrenejský poloostrov. Roku 844 porazil córdobského emíra Abdurrahmana II. v bitvě u Clavija. Ramiro I. zrušil vizigótskou tradici volených králů, která povolovala, aby se králem stal jakýkoli člen vládnoucího rodu. Příštím králem se tedy měl stát vždy prvorozený syn.
Ramiro I. zemřel v Linu a nástupcem se stal jeho syn Ordoňo I. (1. ledna 850–866). Brzo po nástupu na trůn musel potlačit povstání Basků. Po návratu do Ovieda se dozvěděl, že muslimové chystají útok na Vardulias. Než muslimové stihli zaútočit, Ordoňo se s nimi setkal blízko řeky Ebro a porazil je. Pomáhal mozarabským rebelům v bitvě u Guadacelete (854), která však skončila vítězstvím emíra Muhammada I. Podporoval znovuosídlení měst v „duerské pustině“ Túy, Astorgy, Orete, Amayi (všechna v roce 854) a Leónu (856).

Pyrenejský poloostrov kolem roku 910.

Alfonso III. Veliký (866–910) pokračoval úspěšně v reconquistě proti córdobskému emirátu. Dobyl a znovuosídlil území až k linii Duera a Mondega a opevnil místa, kde staré římské cesty přetínaly jmenované řeky nebo jejich přítoky. Křesťané obratně využili potíží córdobských emírů a opět se usadili v Portu (868), Cei (875), Sahagúnu (880), Coimbře (881), Burgosu (884), Zamoře (893) a Toru (900). Od této doby byla v rukou asturských křesťanů některá města římského původu; ale městský život se tam ještě nezrodil. Spíše než města to byly velké vesnice obývané rolníky a chovateli dobytka. Po vzpourách Basků (867) a Galicijců Alfons III. přenesl centrum království z Ovieda do města Leónu, který se stal hlavním městem nového útvaru království Asturie – León. Inicioval sepsání kroniky tzv. biskupa Šebestiána (obsahuje dějiny Vizigótů a začátku reconquisty). Okolo roku 869 Alfonso uzavřel spojenectví s Pamplonským (Navarrským) královstvím, které stvrdil sňatkem s Jimenou Pamplonskou, pravděpodobně dcerou krále Garcíi Íñigueze.

### Rozdělení království
Když Alfons III. zemřel, království bylo rozděleno: nejstarší syn García (910–914) získal León, druhý syn Ordoňo II. (910–924) získal Galicii a třetí syn Fruela II. (910–925) získal původní Asturii. Jako král asturský měl za úkol sjednotit oblast zvanou Kastilie. Sám byl dvakrát ženatý, poprvé s ženou neznámého původu zvaná Nunila nebo Nunilona (pozdější zdroje z ní udělali členku dynastie Basků Jimenezů, ale je to nepodložené). Jeho druhá žena, Urraca, byla podle historika Ibn Hazma (994–1064), dcerou Banu Qasi správce malého města Tudela. Vzali se roku 917. Fruela udržoval dobré vztahy se svým bratrem Ordoněm. Když Ordoňo (po smrti Garcii spojil Galicii s Leónem) v roce 924 zemřel, velmoži ignorovali jeho dědictví a zvolili Fruela králem. Fruela nebyl oblíbený u šlechty a jeho volba byla zpochybněna, někteří ho viděli jako uzurpátora. Zavraždil Gebulda a Aresinda, syny Olmunda, který odvozoval svůj původ od krále Witizy. Proto jeden kronikář uvádí, že byl odsouzen k vládě pouhých 14 měsíců. Podle historika Ramóna Menendéze Pidala odešel do exilu za biskupem Fruniminem Leónským, příbuznému Olmonda. V každém případě vládl více než čtrnáct měsíců a zemřel brzy v létě roku 925, pravděpodobně na malomocenství. V té době byla Asturie a Galicie už jen součástí Leónu.

### Přeměna na knížectví a zánik
Po sloučení Leónu a Kastilie (1230) a vytvoření kastilské koruny byla Asturie omezená na úzký pruh pobřeží a jmenována knížectvím. Význam Asturie pro začátky reconquisty jí však až do 19. století zaručoval řadu výsad (v letech 1338–1823 měl následník v Kastilii, respektive pak ve Španělsku titul knížete asturského). Poté bylo roku 1833 knížectví Asturie zrušeno a území se stalo provincií Oviedo (se stejnojmenným centrem). Ve 20. letech 20. století zesílilo hnutí za autonomii a Asturie se stala oporou levicového hnutí ve Španělsku (ozbrojené povstání 1934, po tuhém odporu dobyta Frankem v letech 1936–1937). Od konce 70. let, respektive od roku 1982 má autonomní statut.